# Marlen Angelidou
Marlain Angelidou (en griego: Μαρλέν Αγγελίδου, nacida como Marlen Angelidi, el 6 de septiembre de 1978, Atenas) o también conocida como Marlen Angelidou, es una cantante y actriz griega. Fue integrante del primer grupo femenino creado en Grecia, Hi-5 y participó en el Festival de la Canción de Eurovisión 1999.

## Biografía
Marlain Angelidou nació en Atenas, Grecia, de padre chipriota de origen griego y de madre con ascendencia chipriota mitad escocesa y mitad griega. Debido al puesto de trabajo de su padre en una empresa multinacional, Marlain pasó la mayor parte de su infancia viajando: emigró a Venezuela a los 10 años, aprendiendo a hablar español fluido (que desde entonces ha olvidado), después a Bélgica, para retornar a Chipre, donde vivió durante sus años de adolescencia, a petición de su padre para volver a casa. Angelidou vive actualmente en Atenas, aunque su madre y sus hermanos permanecen en Chipre.

## Eurovisión 1999
En 1999, representó a la isla de Chipre  en el Festival de Eurovisión con la canción "Tha Ne Erotas" (en griego: "Θα 'ναι έρωτας", traducido al español como "Será el amor"), donde finalizó en el 22° puesto (penúltimo lugar) con sólo 2 puntos, los que le fueron otorgados por el Reino Unido.